# L.H.O.O.Q
L.H.O.O.Q는 마르셀 뒤샹의 작품이다. 1919년 처음 구상한 레디메이드 작품으로 보다 구체적으로는 '수정된 레디메이드'로 불렸던 작품 가운데 하나이다.
레디메이드란 원래는 미술로 여겨지지 않는 평범하고 실용적인 사물을 가져다가, 무언가를 더하거나, 바꾸거나, 서명하거나 적절한 환경에 배치하는 식으로 변형시킴으로서 새로운 의미를 부여하는 제작방식을 일컫는다. 《L.H.O.O.Q》는 레오나르도 다 빈치의 16세기 그림 《모나리자》의 모습을 담은 싸구려 우표에 연필로 콧수염을 그려놓고 제목을 붙인 작품이다.

## 상세

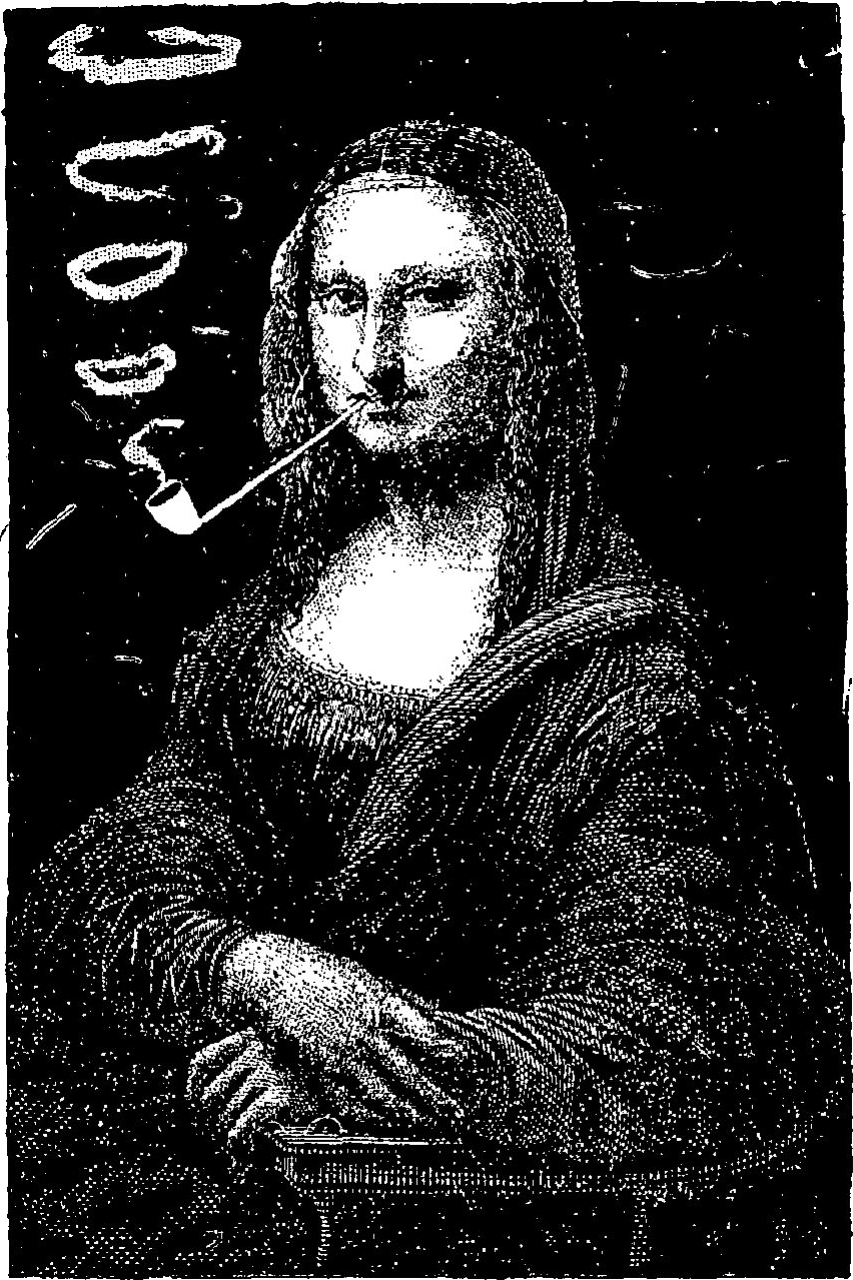
외젠 바타유의 《파이프를 피고 있는 모나리자》, 1887년 〈르 리르〉에 게재

《모나리자》에 장난스러운 낙서를 추가한다는 발상 자체는 1887년 프랑스 작가 외젠 바타유 (Eugène Bataille)가 《파이프를 피고 있는 모나리자》라는 작품을 잡지 《르 리르》 (Le Rire, 웃음)에 게재한 것이 처음이다. 그러나 마르셀 뒤샹이 외젠 바타유의 작품을 접했을지에 대해서는 불분명하다.
'L.H.O.O.Q'라는 제목은 일종의 말장난으로, 각 알파벳을 프랑스어식으로 읽으면 '엘 아슈 오 오 퀴'가 되는데, 이는 곧 '그녀의 엉덩이는 뜨겁다'라는 뜻의 '엘 아 쇼 오 퀴유' (Elle a chaud au cul)로 읽히게 된다. 또 프랑스어에서 '엉덩이 (아랫도리)가 뜨겁다' (avoir chaud au cul)라는 말은 성적으로 안달나 있는 여자를 뜻하는 속된 표현이다. 뒤샹 본인도 후대의 인터뷰에서 제목의 뜻에 대해 "아래쪽에 불 났다"고 에둘러 번역한 바 있다.
작품이 제작될 당시 뒤샹의 동료 작가였던 프랑시스 피카비아는 본인이 발행하는 잡지 《391》에 《L.H.O.O.Q.》를 싣고자 하였으나, 뉴욕에서 전해지는 작품을 기다릴 수 없어서 뒤샹의 허락을 받아 모나리자의 콧수염을 직접 그려넣었다고 한다. 피카비아는 그 밑에 "마르셀 뒤샹의 다다 회화"라는 설명도 함께 붙였다. 그러나 피카비아의 복제품 속 모나리자는 턱수염이 없었고 뒤샹이 이 사실을 직접 발견하였다. 그로부터 20년 뒤 뒤샹은 장 아르프가 서점에서 발견한 피카비아의 복제품에서 누락된 부분을 직접 수정하였다. 뒤샹은 만년필에 검은색 잉크로 수염을 마저 그려놓고, '피카비아의 콧수염 / 마르셀 뒤샹의 턱수염 / 1942년 4월'이란 해설을 추가하였다.
뒤샹은 기존 레디메이드 작품과 마찬가지로 다양한 크기와 매체로 된 복제본을 여럿 제작하였는데, 그 중 하나가 카드 속 모나리자에 낙서를 그려넣지 않고 흑백으로 출력한 《면도한 L.H.O.O.Q.》 (L.H.O.O.Q. Shaved)이다. 한편 남성처럼 꾸민 여성이란 주제는 뒤샹 본인으로서 상당히 관심 있었던 '성 역전'과도 연관이 있었는데, 당시 뒤샹은 로즈 셀라비라는 여성을 가장하고 꾸며나오는 퍼포먼스를 벌였다. 참고로 로즈 셀라비라는 발음은 프랑스어로 '에로스, 그것이 인생' (Eros, c'est la vie)라는 문장으로 들리게 된다.

## 평가
《L.H.O.O.Q》에 대한 주류 평가는 모나리자가 지니고 있는 상징성과 전통 예술에 대한 공격, 즉 다다이스트의 이상을 장려하는 부르주아에 대한 공격이라는 평가다. 이와 더불어 뒤샹의 작품을 기점으로 모나리자 원본을 비튼 패러디 작품이 제작되기 시작하였다. 특히 컴퓨터와 인터넷이 도입된 이래 사진 합성 기술이 발달하면서 패러디의 제작도 수월해졌다.
- 살바도르 달리의 《모나리자로서의 자화상》 (1954년)은 필립 할스만과 공동 작업한 것으로 《L.H.O.O.Q.》의 구도를 참고하였다. 여기서는 거친 눈빛의 달리가 핸들바 콧수염과 동전 몇 개를 들고 있는 모습이다.[7][8]
- 아이슬란드 화가 에로 (Erro)는 1958년 살바도르 달리의 《L.H.O.O.Q.》를 루이스 부뉴엘의 《안달루시아의 개》에 나온 한 장면에 섞은 작품을 선보였다.
- 페르낭 레제르와 르네 마그리트도 《L.H.O.O.Q.》를 자신의 해석대로 제작한 바 있다.[7]

## 같이 보기
- 모나리자